# 1886
Évszázadok: 18. század – 19. század – 20. század
Évtizedek: 1830-as évek – 1840-es évek – 1850-es évek – 1860-as évek – 1870-es évek – 1880-as évek – 1890-es évek – 1900-as évek – 1910-es évek – 1920-as évek – 1930-as évek
Évek: 1881 – 1882 – 1883 – 1884 –  1885 – 1886 – 1887 – 1888 – 1889 – 1890 – 1891

## Események

### Határozott dátumú események
- március 3. – Bukarestben aláírják a szerb–bolgár háborút lezáró békeszerződést.[1]
- május 29. – Elkezdődik az osztrák–magyar–román vámháború.[2]
- szeptember 7. – I. Sándor lemond a bolgár trónról.[3]
- október 28. – A New York-i Szabadság-szobor felavatása.[4]

### Határozatlan dátumú események
- az év folyamán – 
  - Megkezdik az első egyesített rendszerű csatornahálózat legfontosabb részének, az újpesti fő gyűjtőcsatornának az építését, amelyet az ottani gyapjúmosó- és bőrgyár, valamint egyéb gyártelepek szennyvizeinek eltávolítása miatt a belügyminiszter rendelt el.[5]
  - Trefort Ágoston kultuszminiszter támogatásával Ásványvíz-vegyelemező Intézet kezdi meg a működését Budapesten. (A cél az ország ásványvizeiben rejlő óriási tőke jobb kihasználása volt. Az intézet csak négy éven át működött, de addig 27 hazai ásványvíz elemzését végezték el.)[5]
  - A rabszolgaság felszámolása Kubában.[6]

## Az év témái

### 1886 a sportban
- január 11. Elkezdődik az első hivatalos sakkvilágbajnokság.[7]
- Londonban megalapítják az Arsenal FC-t.

### 1886 a tudományban
- január 29. – Karl Benz szabadalmaztatta „gázmotor hajtású járművét”t.[8]
- május 8. – John Stith Pemberton feltalál egy szénsavas üdítőitalt, amely a Coca-Cola nevet kapja.[9]
- november 11. – Heinrich Hertz bizonyítja az elektromágneses hullámok létezését.[10]

### 1886 a zenében
- szeptember 26. – A Budapesti Posta- és Távirdatisztviselők Ének- és Zeneegyesületének alakuló ülése.
- Bátor Szidor: A titkos csók (operett).

## Születések
- január 2. – Wolf Emil vegyészmérnök, az önálló magyar gyógyszeripar egyik megteremtője († 1947)
- február 13. – Csűry Bálint nyelvész, nyelvjáráskutató, az MTA tagja († 1941)
- február 20. – Kun Béla újságíró, politikus, a Magyar Tanácsköztársaság vezetője († 1938)
- február 28. – Rácz Aladár Kossuth-díjas cimbalomművész († 1958)
- március 9. – Ángyán János belgyógyász, egyetemi tanár († 1969)
- március 16. – Nyilas Ferenc magyar főjegyző, országgyűlési képviselő († 1968)
- március 20. – Pais Dezső nyelvész, akadémikus († 1973)
- március 22. – Darányi Kálmán, politikus, miniszterelnök († 1939)
- március 24. – Ludwig Mies van der Rohe, építész († 1969)
- március 27. – Szergej Mironovics Kirov vezető szovjet kommunista politikus († 1934)
- március 30. – Stanisław Leśniewski lengyel matematikus, logikus és filozófus († 1939)
- április 14. – Tóth Árpád, költő, műfordító († 1928)
- április 25. – Pólya Tibor festő, grafikus († 1937)
- május 2. – Gottfried Benn, író, költő († 1956)
- május 17. – XIII. Alfonz spanyol király († 1941)
- május 25. – Király Ilus, a Népművészet Mestere, a kalocsai hímzések megújítója († 1966)
- június 6. – Bajcsy-Zsilinszky Endre magyar politikus, újságíró († 1944)
- június 23. – Giller János ügyvéd, földbirtokos, felvidéki magyar politikus, kultúraszervező, szlovákiai tartománygyűlési és magyarországi országgyűlési képviselő († 1956)
- június 25. – Kuffner Raoul magyar üzletember, Tamara de Łempicka emigráns lengyel festő férje († 1961)
- július 5. – Hankó Béla, magyar zoológus, ichthiológus, természettudományi szakíró († 1959)
- július 19. – Fekete Mihály magyar-izraeli matematikus († 1957)
- augusztus 20. – Paul Tillich, teológus, lelkész († 1965)
- augusztus 28. – Dr. Pável Ágoston, magyar-szlovén nyelvész, néprajzkutató, költő-író († 1946)
- szeptember 8. – Siegfried Sassoon, angol író, költő († 1967)
- szeptember 26. – Bálint Lajos, magyar kritikus, író, dramaturg, műfordító († 1974)
- szeptember 29. – Eugène Pollet olimpiai bronzérmes francia tornász († 1967)
- október 2. – Ozava Dzsiszaburó japán admirális († 1966)
- október 29. – Faluhelyi Ferenc nemzetközi jogász, egyetemi tanár, jogtudós († 1944)
- november 6. – Bányai János tanár, geológus, muzeológus, a Székelység című folyóirat alapítója és szerkesztője. († 1971)
- november 7. – Aaron Nimzowitsch, orosz sakk-nagymester († 1935)
- november 8. – Pogány József, magyar kommunista politikus († 1937)
- november 11. – Basilides Mária, magyar opera-énekesnő, a Nemzeti Színház örökös tagja († 1946)
- november 15. – René Guénon (Sejk Abd Al-Wahid Yahia), francia író, filozófus († 1951)
- november 17. – Szergej Ivanovics Ognyov, orosz zoológus és természettudós, aki az emlősök tanulmányozásában szerzett hírnevet († 1951)
- november 18. – Münnich Ferenc, magyar kommunista politikus, 1956 után a rendszer második legfontosabb káderja, a rendszer egyik jelképe († 1967)
- november 18. – Vendl Aladár, magyar geológus, petrográfus, az MTA rendes tagja († 1971)
- november 20. – Karl von Frisch, Fiziológiai és orvostudományi Nobel-díjas német etológus († 1982)
- november 25. – Balassa Imre, magyar zenekritikus, író, újságíró, dramaturg († 1974)
- november 30. – Bíró Mihály, magyar festő, grafikus, szobrász († 1948)
- december 4. – Ludwig Bieberbach, német matematikus († 1982)
- december 24.
  - Kertész Mihály, Oscar-díjas filmrendező († 1962)
  - Makray Lajos pápai prelátus, címzetes prépost, országgyűlési képviselő († 1946)
- december 25. – Franz Rosenzweig, német filozófus, történész († 1929)
- december 26. – Gömbös Gyula, katonatiszt, politikus († 1936)
- december 27. – Berencsy Géza magyar földbirtokos, takarékpénztári tisztviselő, magyar királyi gazdasági tanácsos, városi számvevő, országgyűlési képviselő († ?)

## Halálozások
- január 1. – Nyáry Albert történész, levéltáros, heraldikus, az MTA tagja (* 1828)
- január 12. – Elekes Kálmán református lelkész, költő (* 1839)
- július 29. – Müller Adolf, magyar származású osztrák zeneszerző, karmester (* 1833)
- július 31. – Liszt Ferenc zeneszerző (* 1811)
- augusztus 19. – Adamovich Ádám ügyvéd (* 1827)
- augusztus 26. – Borúth Elemér költő, a Petőfi Társaság tagja (* 1833)
- szeptember 6. – Petrás Ince János minorita szerzetes, misszionárius (* 1813)
- szeptember 17. – Berzsenyi Lénárd honvéd ezredes (* 1805)
- november 17. – Csiky István magyar politikus, országgyűlési képviselő (* 1814)
- november 18. – Chester A. Arthur, az Amerikai Egyesült Államok 21. elnöke, hivatalban 1881–1885-ig (* 1829)
- november 20. – Laborfalvi Róza a magyar színjátszás egyik úttörője (* 1817)
- december 2. – Ipolyi Arnold besztercebányai majd nagyváradi püspök, az MTA tagja, a magyar művészettörténet egyik úttörője (* 1823)